# Ватиканська ліра

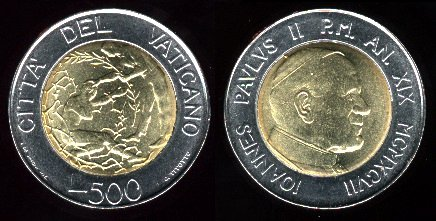
500 Ватиканських лір за понтифікату Івана Павла ІІ

Ватиканська ліра (італ. lira) — позначення VAL, £ — грошова одиниця держави Ватикан у період з 1929 по 31 грудня 2001.

## Історія
Папська держава вперше використовувала свою власну валюту, яка називалася Ліра Папської держави, у період з 1866 до 1870 року до захоплення італійськими військами.
У 1929 за Латеранськими угодами виникла держава Ватикан. Згідно з договорами вона отримала право карбування власної монети. Ватиканська ліра мала право обігу разом з італійською лірою в Італії і Сан-Марино. Вона була також пов'язана з курсом італійської ліри та поділена на 100 сентіссімі.
У 2002 Ватикан перейшов на євро за курсом 1 євро = 1936.27 лір. Місто-держава випускає свої монети євро.